# Opuwo
Opuwo (prej Ohoboho) je glavno mesto severne namibijske regije Kunene in volilne enote z istim imenom, 720 km oddaljeno od Windhoeka, ima 15.000 prebivalcev. Je edino mesto v Kaokoveldu v Namibiji. 
Leži severno od pogorja Joubert in v plemenskem jeziku Himbov pomeni nekaj takega kot "konec", verjetno zato, ker je severno od mesta infrastrukture zelo malo. Je tudi središče stare kulture Himbov. Tradicija in sodobna doba se tukaj srečata zelo nenadno in z vsemi problemi, kot so zloraba alkohola, kriminal, prestopništvo, prostitucija.

## Etimologija
Kraju je dal ime komisar mesta Ondangwa, Hugo Hahn, ki je prišel sem, ko je iskal zemljišče za gradnjo pisarne. Lokalne poglavarje je prosil, naj mu dajo zemljišče. Dobil je majhno parcelo in ko so mu poglavarji poskušali dati več zemlje, je rekel: "Opuwo (to je dovolj zame). Ne želim nobene zemlje več." Tako je kraj dobil ime. Lokalni prebivalci so ga takrat imenovali Otjihinamaparero. Nekateri ga še vedno tako imenujejo. 
Hugo Hahn je zemljišče imenoval "Ohopoho Otjitopora", kar pomeni: "vidijo vrtine in iz njih prihaja voda". Ime Otjihinamaparero je bilo spremenjeno v Opuwo leta 1974 zaradi pravopisne reforme.

## Zgodovina
Opuwo je zgradila južnoafriška vlada kot upravno središče za lokalno območje Himbov, nato ga je južnoafriška vojska uporabljala kot oporišče do leta 1990. V Opuwu je tudi edina bolnišnica na območju in nekaj lepih prenočišč. Kraj je tudi postaja na poti do severnih slapov Epupa na reki Kunene. Imajo nekaj manjših kampov in hotelov. Primeren je tudi kot izhodišče za izlete do reke Marienfluss in Hartmannove doline.
Prvo pisarno na območju Kaokoland je ustanovila južnoafriška kolonialna uprava v Swartbooisdriftu na bregovih reke Kunene. To je bilo upravno središče  območja od 1925 do 1939. Nato so upravni nadzor območja premaknili v Ohoboho oziroma Opuwo.
Policijsko postajo v Swartbooisdriftu je vodil vodnik Herbert in njegov cilj je bil sprejeti angolske Bure, ki so se selili v Angolo po zavrnitvi sprejema britanske vlade v Južni Afriki. Narednik Basson je prevzel urad v Swartbooisdriftu in izkopal v Opuwu prvo vrtino. Njegov vzdevek je bil Katjiriamakaja (oseba, ki je tobak).
Na lokalnih volitvah leta 2010 je dotedanjega župana Tuarunguo Kavarija (stranka SWAPO) zamenjal Pieter de Villiers (CoD – Kongres demokratov).

## Značilnosti
Mesto se razteza v dolžini samo 2,3 km in ima cerkev, bolnišnico, bencinsko črpalko, nekaj trgovin in nekaj hiš. Ob nedeljah živi majhen trg, na katerem prodajajo predvsem meso in mahango, lokalno pivo, ki ga varijo iz prosa.
Prebivalstvo sestavljajo različne etnične skupine, med katerimi sta največji ljudstvi Himbi in Hereri.
V bližini mesta so številne tradicionalne vasi Himbov.
V mestu je 14 osnovnih šol in dve srednji šoli.
Mestni svet Opuwa od leta 2012 gosti letni obrtni sejem. Festival združuje sodobno poslovno razstavo, kulturne prireditve, žive predstave in zabave. Sejem je maja. 